# Ca Perot (Garcia)
Ca Perot és un edifici de Garcia (Ribera d'Ebre) que forma part de l'Inventari del Patrimoni Arquitectònic de Catalunya. Està situat al final del carrer Major, prop de la carretera C-12. Ca Perot és una de les cases pairals més importants del nucli de Garcia.

## Descripció
És un edifici entre mitgeres de planta rectangular i tres crugies. Consta de planta baixa, tres pisos i golfes i té la coberta a dues vessants amb el carener paral·lel a la façana. El frontis es compon simètricament segons tres eixos, definits per obertures d'arc pla arrebossat. El portal, que es troba descentrat de l'eix central, és d'arc escarser. Alguns dels finestrals tenen sortida a un balcó amb la base motllurada. A l'interior, a nivell de soterrani, s'hi conserven dos cups de notables dimensions, als quals s'abocava el raïm des d'una porta situada a la façana posterior, situada al carrer de Santa Magdalena. A causa del desnivell del terreny, en aquesta part el volum només presenta dos nivells d'alçat. Des d'un dels cups surt una galeria subterrània que ha quedat tallada per l'arranjament del carrer, i que antigament comunicava les cases per sota.